# The Interpreter
The Interpreter è un film del 2005 di Sydney Pollack, interpretato da Nicole Kidman e Sean Penn.

## Trama
(Silvia)
Repubblica Democratica di Matobo, Africa meridionale. Il leader ribelle Ajene Xola e due uomini, Simon e Philippe, si recano in uno stadio abbandonato per fotografare cumuli di cadaveri in decomposizione e raccogliere prove sullo spietato regime militare di Edmond Zuwanie, che da decenni porta avanti una crudele politica di pulizia etnica. Poco dopo due di loro vengono giustiziati da bambini-soldato al solto del crudele dittatore; a salvarsi è solo Philippe.
New York. Silvia Broome è un'interprete cresciuta nel Matobo che lavora presso l'ufficio delle Nazioni Unite. Proprio l'ONU sta valutando l'incriminazione di Zuwanie, il quale è atteso per un discorso all'Assemblea generale in un tentativo disperato di mettere fine alle accuse mosse contro di lui dalla Corte penale internazionale.

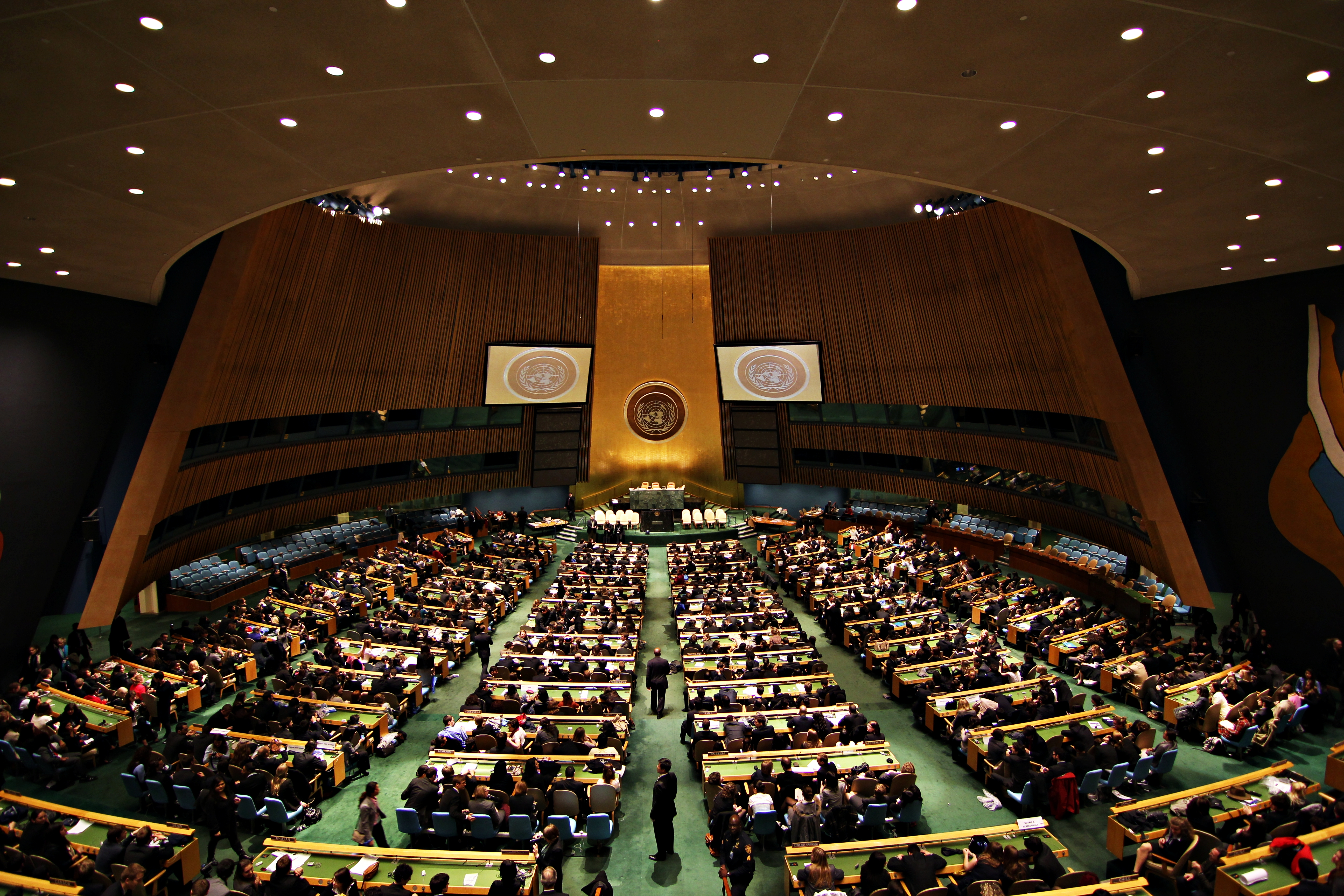
La sala dell'Assemblea generale delle Nazioni Unite a New York. The Interpreter è il primo film ad aver avuto il permesso di girare delle sequenze all'interno del palazzo di vetro.

Un giorno, all'interno del Palazzo di vetro, Silvia ascolta del tutto casualmente una strana conversazione, in cui delle misteriose persone parlano di un complotto e di un tentativo d'assassinio; non ha tempo di udire altro perché scappa via di corsa quando uno degli interlocutori avverte la sua presenza. Il giorno successivo, la donna ricostruisce il contesto e intuisce che l'obiettivo sia proprio Zuwanie.
Silvia decide di denunciare la faccenda, sicché due agenti del servizio segreto statunitense, Tobin Keller e Dot Woods, vengono chiamati a indagare nonché a proteggere lo stesso Zuwanie. Keller, che cerca nuove motivazioni poiché vedovo da due settimane, è inizialmente molto diffidente e scopre varie cose di Silvia: in passato lei, africana bianca, è stata coinvolta in un gruppo di guerriglieri della resistenza del Matobo, e i suoi genitori e sua sorella sono stati uccisi da alcuni uomini di Zuwanie. L'agente decide di proteggere la donna in prima persona, instaurando con lei un profondo legame.
Philippe arriva a New York e si incontra con l'amica Silvia, le svela la morte di Xola ma non ha il coraggio di informarla della morte di Simon, fratello della donna. Successivamente una bomba su un autobus costa la vita a Kuman-Kuman, altro leader ribelle che intendeva rovesciare Zuwanie: l'uomo, di fede capitalista, stava progettando di unire le forze col socialista Xola ma la morte di questi aveva fatto tramontare il programma; l'attentato è stato organizzato dal sicario Jean Gamba. Philippe si uccide dopo aver lasciato una lettera in cui informa Silvia della sorte di Simon. Lei allora decide di agire in prima persona e prepara un piano sfuggendo alla sorveglianza di Tobin e di Gamba, che si sparano a vicenda nell'appartamento della donna; l'agente rimane illeso, il sicario muore nello scontro a fuoco. Silvia ha lasciato un messaggio in cui dice che sta tornando a casa, così si organizza adeguata sorveglianza all'Aeroporto Internazionale John F. Kennedy.
Silvia invece si presenta al Palazzo di vetro quando Zuwanie sta cominciando a tenere il suo discorso. Tobin realizza che l'attentato è in realtà solo una messinscena per dare credito al dittatore facendolo passare da vittima di oppositori terroristi: il piano prevede che il presunto assassino maneggi un fucile a sua insaputa scarico per poi essere ucciso da Nild Lud, responsabile della sicurezza di Zuwanie. Tobin irrompe e alcuni spari che ne conseguono portano scompiglio all'Assemblea; il dittatore viene spostato in una sala giudicata sicura, ma qui irrompe Silvia, armata e destinata a fare giustizia. Tobin, informato che al JFK non c'è traccia della donna, la raggiunge e riesce a farla desistere.
Consci che Zuwanie sarà smascherato grazie al patteggiamento di Lud, pochi giorni dopo Tobin e Silvia si salutano affettuosamente prima che lei riparta per il Matobo.

## Produzione
The Interpreter è l'ultimo film girato dal cineasta statunitense Sydney Pollack prima della sua morte, avvenuta tre anni dopo l'uscita di quest'opera.
Si tratta inoltre della prima pellicola alla quale sia stata concessa l'autorizzazione a filmare delle scene all'interno del palazzo di vetro dell'Organizzazione delle Nazioni Unite a New York; precedentemente altri registi, tra i quali Alfred Hitchcock per il suo Intrigo internazionale, si erano visti rifiutare il permesso che l'allora segretario generale, Kofi Annan, ha invece concesso a Pollack.

## Ambientazione
La Repubblica Democratica di Matobo e il suo leader, Edmond Zuwanie, sono personaggi di fantasia inventati appositamente per la trama del film. Tuttavia, i caratteri attribuiti al dittatore, alla sua linea politica e alle caratteristiche del paese li avvicinano molto allo Zimbabwe e al suo leader Robert Mugabe, grande oppositore degli Stati Uniti e della Gran Bretagna.
I punti in cui finzione e realtà si avvicinano sono molteplici:
- Robert Mugabe ha governato lo Zimbabwe per venticinque anni (fino all'uscita del film), Edmond Zuwanie è stato al potere per ventitré anni;
- sia Mugabe che Zuwanie erano insegnanti prima di entrare in politica;
- Mugabe tende ad agitare il suo pugno, Zuwanie la sua pistola;
- Mugabe assoldò un ex-agente dei servizi segreti israeliani, Ari Ben-Menashe, per inscenare un finto tentativo di omicidio nei suoi confronti e accusare Morgan Tsvangirai di tradimento, perché un presidente che rischia di essere assassinato guadagna credibilità; Zuwanie per lo stesso motivo ingaggia un ex-mercenario olandese;
- Mugabe e Zuwanie sono entrambi molto anziani;
- Mugabe ha sempre avuto cattivi rapporti con la Gran Bretagna (e ha accusato Tony Blair di aver cercato di rovesciare il suo regime), Zuwanie pensa la stessa cosa della Francia.

Inoltre:
- la finta bandiera di Matobo usata nel film, così come la storia del paese, sono in effetti molto simili a quelle dello Zimbabwe;
- Matobo è anche il nome del Matobo National Park, vasto parco nazionale dello Zimbabwe.

Così come il paese, anche il linguaggio ivi parlato è stato creato appositamente per la pellicola. Nel gennaio 2004 è stato chiesto al direttore del Centro per l'apprendimento delle lingue africane, Said el-Gheithy, di creare il linguaggio Ku per il film. La lingua ideata si basa sulla lingua bantu, parlata nell'Africa orientale e meridionale.

## Promozione
La tag-line del film è: «la verità non necessita di traduzione», che in Ku suona: «angota ho ne njumata».

## Controversie
Nel settembre del 2004 l'Herald, un quotidiano di Harare controllato dal governo zimbabwese, ha attaccato il film definendolo un'opera anti-Zimbabwe appoggiata dalla Central Intelligence Agency. La pellicola, tuttavia, è stata approvata dalla commissione nazionale per la censura che ne ha permesso la distribuzione. Chen Chimutengwende, Ministro dell'Informazione e della Pubblicità, ha dichiarato: «Il film sostenuto dalla CIA mostra che i nemici dello Zimbabwe non si fermano».

## Riconoscimenti
- 2006 - ASCAP Award
  - Top Box Office Films a James Newton Howard
- 2005 - Golden Trailer Awards
  - Nomination Miglior film drammatico
- 2005 - Huabiao Awards
  - Miglior film straniero
- 2005 - Los Angeles Film Critics Association Award
  - Miglior attrice non protagonista a Catherine Keener
- 2006 - National Society of Film Critics Awards
  - Nomination Miglior attrice non protagonista a Catherine Keener